# Cantón de Bernaville
El cantón de Bernaville era una división administrativa francesa, que estaba situada en el departamento de Somme y la región de Picardía.

## Composición
El cantón estaba formado por veinticuatro comunas:
- Agenville
- Autheux
- Barly
- Béalcourt
- Beaumetz
- Bernâtre
- Bernaville
- Boisbergues
- Candas
- Domesmont
- Épécamps
- Fienvillers
- Frohen-sur-Authie
- Gorges
- Heuzecourt
- Le Meillard
- Maizicourt
- Mézerolles
- Montigny-les-Jongleurs
- Occoches
- Outrebois
- Prouville
- Remaisnil
- Saint-Acheul

## Supresión del cantón de Bernaville
En aplicación del Decreto n.º 2014-263 de 26 de febrero de 2014, el cantón de Bernaville fue suprimido el 22 de marzo de 2015 y sus 24 comunas pasaron a formar parte del nuevo cantón de Doullens.